# Иерусалимский, Алексей Павлович
Алексей Павлович Иерусалимский (05.06.1926 — 21.05.2019) — советский и российский учёный в области нейроинфекций, доктор медицинских наук (1967), профессор, заслуженный деятель науки Российской Федерации (2004).
С 1953 по 1998 год работал на кафедре неврологии (с 1970 — неврологии и нейрохирургии) Новосибирского медицинского института: ассистент, старший преподаватель, доцент, профессор. С 1970 по 1995 год заведующий кафедрой. С 1998 по 2011 год профессор кафедры клинической неврологии.
С 1980 года руководитель созданной при кафедре рабочей группы по изучению рассеянного склероза на территории Сибири и Дальнего Востока. В последующем на её основе был создан Центра рассеянного склероза и других аутоиммунных заболеваний нервной системы Новосибирской областной клинической больницы.
Доктор медицинских наук (1967), профессор, заслуженный деятель науки Российской Федерации (07.04.2004).
Публикации:
- Записки старого профессора медицины / А. П. Иерусалимский. — Новосибирск : Гос. мед. акад. ФАЗиСО, 2005 (СП Наука). — 302 с. : ил., портр.; 20 см; ISBN 5-85979-188-7 (в обл.)
- Новосибирская неврологическая школа (1932—2002 г.г.) / А. П. Иерусалимский. — Новосибирск : Новосиб. мед. акад., 2002 (СП Наука). — 80 с. : ил., портр.; 20 см; ISBN 5-85979-097-X (в обл.)
- Клещевой энцефалит : Рук. для врачей / А. П. Иерусалимский. — Новосибирск : Новосиб. мед. акад., 2001. — 358, [1] с. : ил., портр., табл.; 22 см; ISBN 5-859-075-9
- Прогредиентные формы клещевого энцефалита [Текст] : (клиническая лекция) / А. П. Иерусалимский. — Новосибирск : Новосибирский гос. мед. ун-т, 2011. — 76 с. : табл.; 20 см; ISBN 5-859-075-9
- Пермская неврологическая школа [Текст] : кафедра неврологии имени профессора В. П. Первушина лечебного факультета Пермской государственной медицинской академии имени академика Е. А. Вагнера : (к 90-летнему юбилею: 1921—2011 гг.) / А. П. Иерусалимский. — Новосибирск : Новосибирский гос. мед. ун-т, 2010. — 128 с. : ил., портр.; 20 см; ISBN 5-85979-097-X

Дочь — Надежда Алексеевна Малкова, доктор медицинских наук.